# L'Européen (journal)
Pour les articles homonymes, voir L'Européen et Européen (homonymie).
L’Européen est un hebdomadaire généraliste lancé le mercredi 25 mars 1998 et dont la parution cesse le 23 août de la même année après seulement cinq mois d’existence.
Ce magazine a été cofondé à l'initiative de Jean-Marie Colombani, alors directeur du quotidien Le Monde, en partenariat avec David et Frederick Barclay, deux frères jumeaux et hommes d'affaires britanniques qui avaient racheté en 1992 The European au magnat de la presse Robert Maxwell. C’est à la journaliste et ancienne présentatrice des journaux télévisés de France Télévisions, Christine Ockrent, que reviendra le poste de directrice de la rédaction de ce nouveau titre de la presse française.

## Actionnaires et membres de la rédaction
L’Européen est détenu à 35% par Le Monde et à 65% par les frères Barclay. La journaliste de Libération Odile Benyahia-Kouider, souligne que l’Européen « s'inspire en fait de la formule de Courrier international, l'hebdo de sélection de l'actualité mondiale. Les frères Barclay avaient en effet demandé à Jean-Michel Boissier, l'un des fondateurs de Courrier, de concevoir un nouveau numéro pilote ».
Le siège L’Européen est situé 94 bis avenue de Suffren, Paris 15e.
Outre Christine Ockrent, l'équipe dirigeante du journal comprend Pierre de Boisguilbert (directeur de la publication), Jean-Pierre Langellier (directeur adjoint de la rédaction), le journaliste et écrivain Michel-Antoine Burnier (conseiller de la direction, médiateur) ainsi que : Guillaume Malaurie, Anne-Line Roccati, Jean-Pierre Séréni (rédacteurs en chef), le journaliste cofondateur de Courrier International Jean-Michel Boissier (rédacteur en chef Culture) et Renaud de Chazournes (rédacteur en chef adjoint). Les autres journalistes permanents de la rédaction sont : Christophe Agnus, Ghislaine Buffard, Caroline de Camaret, Françoise Cazals, Régis de Closet, Solveig Godeluck, Patrice Machuret, Bruno Mathon, Karl de Meyer et Dorothée Tromparent.
Autres collaborateurs réguliers : Michel Abescat, Paule Alix, Waltraud Baryli, Isabelle Battesti, Yves Bordenave, Christophe Bourdoiseau, Marie-Martine Buckens, François Busnel, Bruno Cabanes, Aude Carasco, Catherina Catsaros, Françoise Chaptal, Georges Chatain, Loïc Chauvin, Patrice De Beer, Philip de la Croix, Bénédicte de Valicourt, Liliane Delwasse, Olivier Du Payrat, Pierre-Olivier François, Sylvaine Frézel, Jean-Marc Froissart, Sophie Gherardi, Gérard Guicheteau, Charlotte Hirschfeld, Françoise Huart, Érik Izraelewicz, Antoine Jacob, Emmanuel Kessler, Jan Krauze, Philippe Lemaître, Pierre Léonforté, Laure Magdeleine, Laurent Pigeat, Françoise Pons, Isabelle Marchais, Marie-Pierre Ombrédanne (également secrétaire générale de L'Européen), Edith Pauly, François Persuy, Laurent Pigeat, Marc Roche, Luc Rosenzweig, Léo Sablon, Eglé Salvy, Jacqueline Schuschman, Martine Silber, Maurits Snyders, Michel Sousse, Pascal Thibaut, Michel Turin, Claire Ulrich, Johannes Willms.

## L’Europe est l’épopée des années qui viennent

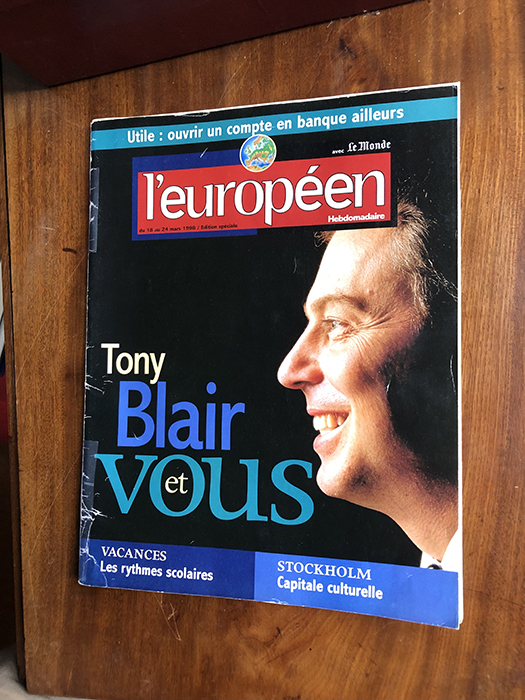
L’Européen, Édition spéciale (n°0), édition du 18 au 24 mars 1998.

Après l'édition d'un numéro "zéro" libellé "Édition spéciale" (sorti le 18 mars 1998), le premier numéro public de L’Européen paraît le 25 mars suivant avec une projection de diffusion de 80 000 exemplaires la première année,.
C’est un magazine au format 300 x 230 mm, proche du demi-tabloïd, de 100 pages couleur (puis 84 pages - ou moins selon les éditions - les numéros suivants), dont la facture et la modernité ne sont pas sans rappeler ceux des hebdomadaires politiques et généralistes de l'époque tels que L’Express ou Le Point en France, Der Spiegel en Allemagne, ou L'Espresso en Italie. Prix de vente en France : 15 francs.
Dans son éditorial d’ouverture de cette première édition, Christine Ockrent donne le ton et les motivations de la création de L’Européen : « L’Europe est là, et personne ne vous parle d’elle comme de votre territoire. Elle existe, forte de ses 373 millions d’habitants, de ses démocraties, de ses régions, de ses richesses, de ses tourments et de son histoire. Elle avance avec ses différences, et bientôt sa monnaie unique.
L’Européen (…)  vient vous raconter un continent en métamorphose, avec des hommes et des femmes qui vous ressemblent, les Français et les autres (…) 
L’Européen racontera chaque semaine les événements et les personnages qui font dans chaque pays l’actualité (…) L’Europe est l’épopée des années qui viennent. Elle ne peut se faire dans le murmure des bureaucraties et le secret des experts. Donner le goût, la fierté, l’exigence de l’Europe, explorer ses faiblesses et ses atouts, ses différences et ses cohérences, tels sont notre ambition ».

## 19 numéros en quatre mois de parution
Mais le nouvel hebdomadaire français ne rencontre pas le succès attendu et se retrouve en difficulté financière quelques mois seulement après son lancement ; les frères Barclay font alors connaître leur intention de trouver un repreneur pour leurs parts. Sa parution  cesse le 29 juillet 1998  avec un numéro triple pour l'été (n° 19-20-21) de 116 pages intitulé Histoires de l'Europe - De Jules César à l'euro.

## Ils ont laissé leur signature dansL'Européen

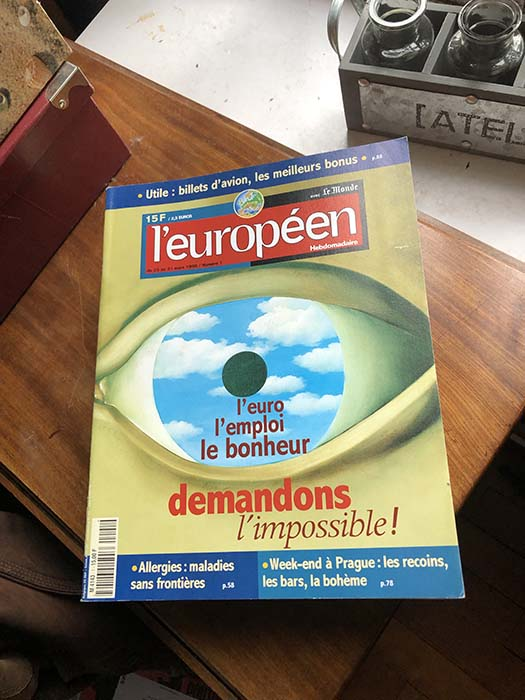
L’Européen, n°1, édition du 25 mars au 31 mars 1998.

De nombreuses personnalités de la sphère politique européenne et du monde culturel transnational de l'année 1998 sur le vieux continent ont marqué leur passage dans les pages de L'Européen à travers des articles, dossiers, portraits et interviews. Des députés, ministres, commissaires européens, hauts fonctionnaires, diplomates, historiens, industriels, syndicalistes, économistes, écrivains, artistes, philosophes, journalistes, critiques, essayistes, voyageurs et autres chroniqueurs de leur temps dont on retrouve la signature ou la parole.

## Les 20 numéros publiés

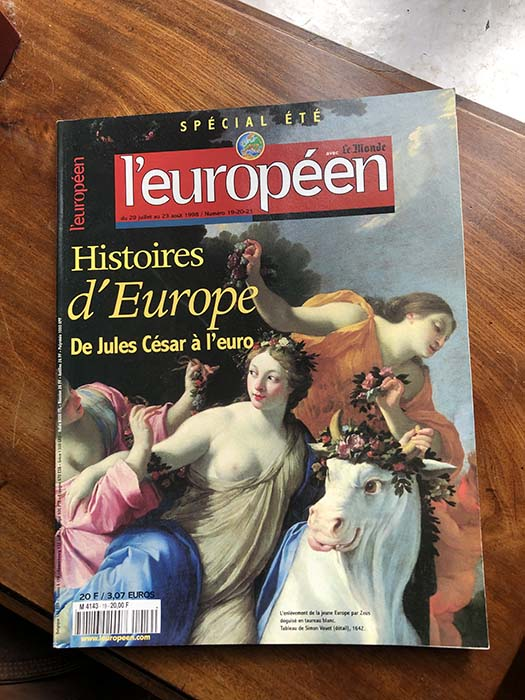
L’Européen, n° triple (19-20-21), édition du 29 juillet au 23 août 1998.

- Édition spéciale, du 18 au 24 mars 1998.- Titre à la une : Tony Blair et vous
Intervenants sur ce numéro :  Pierre Giacometti, Umberto Eco (interview pour L'Espresso), Michel Alberganti, Justine Lacroix, Hans Magnus Enzensberger ;

- n°1, du 25 au 31 mars 1998.- Titre à la une : L'euro, l'emploi, le bonheur, demandons l'impossible !
Intervenants sur ce numéro :  Pierre Giacometti, Élie Cohen, Jerome Charyn, Daniel Cohn-Bendit, Justine Lacroix, Marc Ferro, Tim Adams (The Observer) ;

- n°2, du 1er au 7 avril 1998.- Titre à la une : Partir ou rester ?
Intervenants sur ce numéro : Arnaud Leparmentier, Enguérand Renault[9], Mario Monti (interview), José Luis Rodríguez Jiménez  (El País), Reinhard Mohr (de) (Der Spiegel ), Hugues Moussy[10], Sean O'Hagan (''The Observer Life'') (en) ;

- n°3, du 8 au 14 avril 1998.- Titre à la une : Patrons cherchent salariés désespérément
Intervenants sur ce numéro : Érik Izraelewicz, Marc Roche ;

- n°4, du 15 au 21 avril 1998.- Titre à la une : Étudiant Bouge de là
Intervenants sur ce numéro : Jean-Louis Bourlanges, Simon Callow ;

- n°5, du 22 au 28 avril 1998.- Titre à la une : École, le retour des traditions !
Intervenants sur ce numéro : Pierre Moscovici et Werner Hoyer, Guy Coq, Giovanni Agnelli (interview), Florence Noiville, Emmanuel de Roux, Simon Callow, Anne-Cécile Sarfati ;

- n°6, du 29 avril au 5 mai 1998.- Titre à la une : La face cachée de l'euro
Intervenants sur ce numéro : Mireille Lemaresquier, Emilio Gabaglio, Louis Viannet, Antonio Gutiérrez (es), Jan Krauze, Yves Thibault de Silguy (interview), Rolf Hochhuth, Bruno Cabanes ;

- n°7, du 6 au 12 mai 1998.- Titre à la une : L'homme le plus puissant d'Europe, Karel Van Miert
Intervenants sur ce numéro : Shimon Pérès, Karel Van Miert (dossier), Éric Leser, Isabelle Spaak, Diego Marani, Jean-Claude Perrier ;

- n°8, du 13 au 19 mai 1998.- Titre à la une : Les Portugais de France
Intervenants sur ce numéro : Johannes Willms, Joseph Rovan, Luis Rego (interview), Antonio Tabucchi, Jean-Louis Bourlanges, Olivier Frébourg ;

- n°9, du 20 au 26 mai 1998.- Titre à la une : Football - Pourquoi les Européens sont les meilleurs
Intervenants sur ce numéro :  Christian Stoffaës, Claude Allègre (entretien), Pascale Clark, Étienne Barilier, Toni Negri ;

- n°10, du 27 mai au 2 juin 1998.- Titre à la une : Comment l'Europe protège la nature 
Intervenants sur ce numéro : Tommaso Padoa-Schioppa, Patrice Machuret, Chris Jagger ;

- n°11, du 3 au 9 juin 1998.- Titre à la une : Attention ! les femmes - De la Sicile à la Finlande …  
Intervenants sur ce numéro : Timothy Garton Ash, Catherine Cesarsky (interview), Goffredo Fofi ;

- n°12, du 10 au 16 juin 1998.- Titre à la une : Une passion venue du Nord : le Bio
Intervenants sur ce numéro :  Michel Noblecourt, Irène Théry, Franco Garelli (it), Bertrand Verfaillie, Joaquim Roglan (ca) ;

- n°13, du 17 au 23 juin 1998.- Titre à la une : Pourquoi British Airways fait mieux qu'Air France
Intervenants sur ce numéro :  Jonathan Steele (en), Emma Bonino, Thierry de Montbrial, Marc Roche, Patrick Eveno ;

- n°14, du 24 au 30 juin 1998.- Titre à la une : A quand le Viagra en France ?
Intervenants sur ce numéro : Antonio Tabucchi, Léon Mercadet ;

- n°15, du 1er au 7 juillet 1998.- Titre à la une : Faut-il payer pour les chasseurs ?
Intervenants sur ce numéro : Miguel Ángel Moratinos (entretien par Charles Enderlin), Walter Veltroni, Joseph Joffe (en) du Süddeutsche Zeitung, Zoran Djindjic, Guillaume Erner, Gino Castaldo ;

- n°16, du 8 au 14 juillet 1998.- Titre à la une : Pourquoi les Anglais nous détestent
Intervenants sur ce numéro : Peter Brook (portrait par Susannah Herbert de The Daily Telegraph) ; Jean-Louis Arnaud, Dominique Dhombres, Catherine Cullen (auteur de Margaret Thatcher, une Dame de fer, Ed. Odile Jacob, 1991), Alexandre Flucher Monteiro, Cees Nooteboom (interview) ;

- n°17, du 15 au 21 juillet 1998.- Titre à la une : La France des autres
Intervenants sur ce numéro : Manuel Vázquez Montalbán, Martine Gozlan [11], Mika Waltari (évocation), Jean-Jacques Lerosier [12], Tony Blair évocation par Claire Ulrich [13], José Lenzini, Roumiana Ougartchinska [14], Terence Conran (interview), Peter Handke (évocation), Chateaubriand (textes réunis par Bernard Degout [15]) ;

- n°18, du 22 au 28 juillet 1998.- Titre à la une : Polar - Un tour d'Europe des héros du roman moir
Intervenants sur ce numéro :  Alexander Smoltczyk (de) du Der Spiegel, Éric Eydoux, Marie-Caroline Aubert [16], Jean-Paul Schweighaeuser, Florence Noiville, Gérard Lecas, Christine Ferniot, Rudolf von Thadden ;

- n°19-20-21, du 29 juillet au 23 août 1998.- Titre à la une : Histoires de l'Europe - De Jules César à l'euro
Intervenants sur ce numéro : Nadine Bernard [17], Philippe Varnoteaux[18], Thierry Delcourt, Pierre Kerbat, Christian Delabos[19], Arnaud Delalande, Pascal Varejka[20], Hugues Moussy[10], Clément Maraud[21], Alain Tallon, Bernard Féron[22], Natalie Petiteau, Éric Alary.